# Natalija Burdejna
Natalija Andriïvna Burdejna (in ucraino Наталія Андріївна Бурдейна?; Odessa, 30 gennaio 1974) è un'arciera ucraina.

## Palmarès

### Olimpiadi
- 1 medaglia:
  - 1 argento (Sydney 2000 a squadre)

### Mondiali
- 2 medaglie:
  - 1 argento (Madrid 2005 a squadre)
  - 1 bronzo (New York 2003 a squadre)